# Erick Elías
Erick Elías Rabinovitz (né le 23 juin 1980 à Guadalajara), est un acteur, mannequin et chanteur mexicain.

## Filmographie au cinéma
- 2009 : Tempête de boulettes géantes (Columbia Pictures) : Flint Lockwood (Voix en espagnol latine)
- 2013 : No sé si cortarme las venas o dejármelas largas

## Filmographie à la télévision

### Telenovelas
- 2004 : Gitanas (Telemundo) : Jonás
- 2005 : Le corps du désir (Telemundo) : Antonio Domínguez
- 2007 : El Zorro, la espada y la rosa (Telemundo) : Renzo
- 2007 - 2008 : Tormenta en el paraíso (Televisa) : Nicolás Bravo
- 2009 : En nombre del amor (Televisa) : Gabriel Lizalde
- 2010 : Niña de mi corazón (Televisa) : Darío Arrioja Alarcón
- 2011 : Ni contigo ni sin ti (Televisa) : Iker Rivas Olmedo
- 2012 - 2013 : Porque el amor manda (Televisa) : Rogelio Rivadeneira
- 2014 : El color de la pasión (Televisa) : Marcelo Escalante
- 2016 : El hotel de los secretos (Televisa) : Julio Olmedo
- 2019 : La Guzmán (Imagen Televisión) : Santiago Torrieri
- 2019 : Betty en NY (Telemundo) : Armando Mendoza

### Séries
- 2003 : Protagonista de novela 2 (Telemundo)
- 2009 : Locas de amor (Televisa) : Damián

### Émissions
- Mexico's Next Top Model : Lui-même (épisode 10)
- Otro rollo
- Al fin de semana
- Aquí entre dos
- Laura en América
- La Chola
- Premios Eres
- All Access Music
- Resbalón

## Théâtre
- Echame la culpa
- El abogado
- Cartas de Brunela